# Mitteilungen der Deutschen Orient-Gesellschaft zu Berlin
Die Mitteilungen der Deutschen Orient-Gesellschaft zu Berlin (MDOG) sind eine wissenschaftliche Fachzeitschrift auf dem Gebiet der Vorderasiatischen Archäologie und der Altorientalistik.
Die Mitteilungen der Deutschen Orient-Gesellschaft zu Berlin stellen das offizielle Organ der Deutschen Orientgesellschaft (DOG) dar. In ihm werden Berichte zu Ausgrabungen und deren Auswertung publiziert, die von der Gesellschaft durchgeführt und gefördert werden. Die Beiträge behandeln neben den überwiegenden archäologischen Berichten auch Beiträge zu philologischen, historischen, religiösen und kulturellen Fragen des altorientalischen Raumes. Daneben gibt es Nachrufe und jährlich den Bericht des Vorstandes (der DOG) zum letzten Vereinsjahr. Hier wird über Sitzungen des Vorstandes, Mitgliederversammlungen und Vorstandswahlen, das Assur-Projekt, Publikationen der DOG, Ausstellungen der DOG und über die bei der Gesellschaft eingegangenen Spenden berichtet. Zudem dient die MDOG als Plattform für andere Mitteilungen der Gesellschaft, etwa im Zusammenhang mit der seit dem Dritten Golfkrieg angespannten Situation über die Arbeit der irakischen Archäologie und der Plünderung des mesopotamischen Erbes im Zuge des Krieges und der sich seitdem nahezu ungehindert ausbreitenden Raubgrabungen.

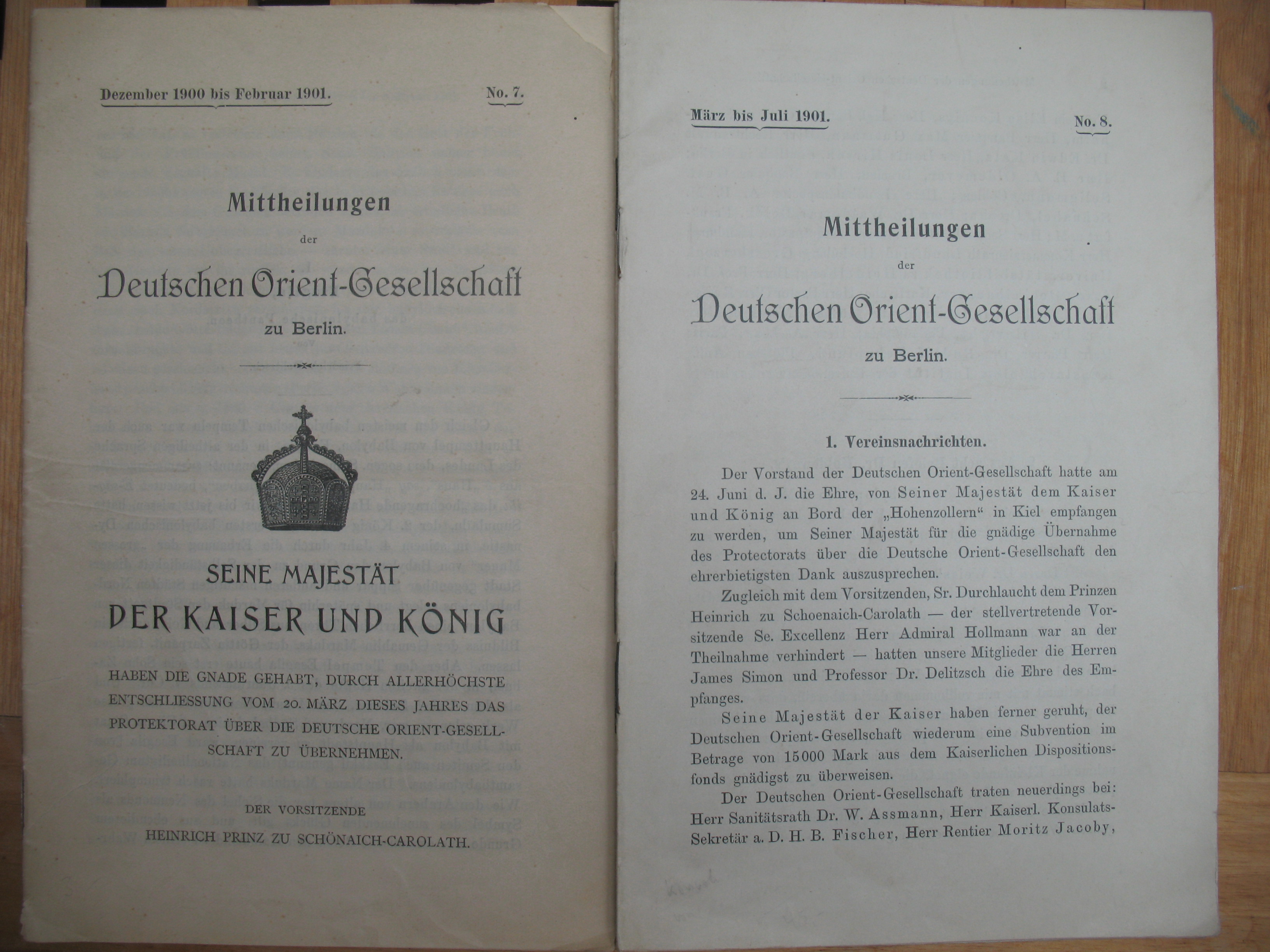
Titelblätter der Ausgaben 7 und 8 vom Dezember 1900 bis zum Februar 1901, bzw. vom März bis zum Juli 1901

Gegründet wurden die MDOG 1898. Zunächst hieß die Zeitschrift Mittheilungen der Deutschen Orient-Gesellschaft zu Berlin. Bis 1943 erschienen 80 Bände. 1949 wurde die Publikation mit Band 81 wieder aufgenommen. Manche Bände trugen den Zusatztitel Vorläufiger Bericht über Ergebnisse und Ausgrabungen in Bogazköy.
Herausgegeben und redaktionell betreut werden die Mitteilungen vom Vorstand. Die Zeitschrift erscheint einmal jährlich im Eigenverlag. Publikationssprache ist deutsch. Die Zeitschrift kann käuflich erworben oder im Rahmen einer Mitgliedschaft in der DOG kostenlos bezogen werden. Neben der wissenschaftlich ausgerichteten Zeitschrift erscheint seit mehreren Jahren mit Alter Orient aktuell auch ein populärwissenschaftlich gehaltenes Journal.